# Юнацька збірна Сербії з футболу (U-17)
Юнацька збірна Сербії з футболу (U-17) — національна футбольна збірна Сербії, що складається із гравців віком до 17 років. Керівництво командою здійснює Футбольний союз Сербії.
Головним континентальним турніром для команди є Юнацький чемпіонат Європи з футболу (U-17), успішний виступ на якому дозволяє отримати путівку на Чемпіонат світу (U-17). Також може брати участь у товариських і регіональних змаганнях.

## Юнацький чемпіонат Європи (U-17)
| Рік    | Раунд              | І                  | В                  | Н                  | П                  | Г+                 | Г-                 |
| ------ | ------------------ | ------------------ | ------------------ | ------------------ | ------------------ | ------------------ | ------------------ |
| 2007   | не кваліфікувалася | не кваліфікувалася | не кваліфікувалася | не кваліфікувалася | не кваліфікувалася | не кваліфікувалася | не кваліфікувалася |
| 2008   | груповий етап      | 3                  | 1                  | 1                  | 1                  | 2                  | 1                  |
| 2009   | не кваліфікувалася | не кваліфікувалася | не кваліфікувалася | не кваліфікувалася | не кваліфікувалася | не кваліфікувалася | не кваліфікувалася |
| 2010   | не кваліфікувалася | не кваліфікувалася | не кваліфікувалася | не кваліфікувалася | не кваліфікувалася | не кваліфікувалася | не кваліфікувалася |
| 2011   | груповий етап      | 3                  | 0                  | 1                  | 2                  | 3                  | 7                  |
| 2012   | не кваліфікувалася | не кваліфікувалася | не кваліфікувалася | не кваліфікувалася | не кваліфікувалася | не кваліфікувалася | не кваліфікувалася |
| 2013   | не кваліфікувалася | не кваліфікувалася | не кваліфікувалася | не кваліфікувалася | не кваліфікувалася | не кваліфікувалася | не кваліфікувалася |
| 2014   | не кваліфікувалася | не кваліфікувалася | не кваліфікувалася | не кваліфікувалася | не кваліфікувалася | не кваліфікувалася | не кваліфікувалася |
| 2015   | не кваліфікувалася | не кваліфікувалася | не кваліфікувалася | не кваліфікувалася | не кваліфікувалася | не кваліфікувалася | не кваліфікувалася |
| 2016   | груповий етап      | 3                  | 0                  | 1                  | 2                  | 2                  | 5                  |
| 2017   | груповий етап      | 3                  | 1                  | 0                  | 2                  | 2                  | 4                  |
| 2018   | груповий етап      | 3                  | 0                  | 0                  | 3                  | 0                  | 6                  |
| 2019   | не кваліфікувалася | не кваліфікувалася | не кваліфікувалася | не кваліфікувалася | не кваліфікувалася | не кваліфікувалася | не кваліфікувалася |
| 2020   | не визначено       | не визначено       | не визначено       | не визначено       | не визначено       | не визначено       | не визначено       |
| Усього | 5/14               | 15                 | 2                  | 3                  | 10                 | 9                  | 23                 |